# Dance Academy - Il ritorno
Dance Academy - Il ritorno è un film del 2017 diretto da Jeffrey Walker.
Il film è il sequel della serie televisiva Dance Academy; è ambientato 18 mesi dopo gli eventi della terza stagione e segue il viaggio di Tara mentre insegue il suo sogno di diventare una ballerina.
Il film è uscito in Italia su Netflix in lingua originale con sottotitoli in italiano.

## Trama
Guarita dall'infortunio subito, Tara Webster si trasferisce negli Stati Uniti nella speranza di ottenere successo come ballerina e laggiù avrà modo di sperimentare sia l'amore sia il rifiuto professionale.

## Produzione
Il 22 aprile 2015 venne annunciato che sarebbe stato realizzato un adattamento cinematografico della serie Dance Academy. La pre-produzione del film, intitolato inizialmente Dance Academy: The Comeback, è iniziata il 17 aprile 2016. Le riprese del film sono iniziate il 29 maggio 2016, e sono terminate il 22 luglio 2016.
Il trailer ufficiale del film è uscito il 25 dicembre 2016. Il film, col titolo ufficiale Dance Academy: The Movie, è stato distribuito da StudioCanal nei cinema australiani il 6 aprile 2017.

## Riconoscimenti
- 2017 - AACTA Award
  - Nomination Migliori costumi a Tess Schofield
- 2017 - Australian Screen Sound Guild
  - Nomination Best Achievement in Sound for Film Sound Recording
- 2018 - Film Critics Circle of Australia Awards
  - Nomination Miglior musica originale a David Hirschfelder